# Húszemeletes (Miskolc)
A miskolci toronyház, vagy köznyelvi nevén a „húszemeletes” egy magasház a Szentpéteri kapu nevű városrészben, az ugyanilyen nevű utca mentén. 70 méteres magasságával a város messze legmagasabb lakóháza, egyúttal pedig a Kakas-templommal holtversenyben Miskolc második legmagasabb épülete. Csak az Avasi kilátó magasabb (72 m) nála.

## Története
Az 1960-as évek végén, 1970-es évek elején Heim Ernő javaslatára kezdtek el főleg Budapesten toronyházakat építeni a városképileg hangsúlyos helyekre, „megjelölve” ezeket a pontokat. Ezen koncepció mentén született meg a miskolci toronyház mellett számos más épület is, mint például a Semmelweis Egyetem Elméleti Tömbje a budapesti Nagyvárad téren, a fővároson kívül pedig egyebek mellett a debreceni toronyház, vagy a már lebontott pécsi magasház.
A Szentpéteri kapui, 70 m magas, csúszózsalus technológiával megépített lakóépület terveit egyes források szerint Nagy Zoltán és Rózsa Sándor, míg más források szerint Kiszely László és Deák Béla készítette el az Északmagyarországi Tervező Vállalatban (ÉSZAKTERV). A ház 1968-ra készült el és köznyelvi elnevezésével ellentétben valójában a nyugati oldalán a földszint felett 18 emeletes, míg a keleti oldalán a földrajzi adottságokból kifolyólag (domboldalra épült) 19 emeletes. Ezen az oldalon a földszint alatti szintet mélyföldszintnek hívják, a földszint pedig az első emeletnek tűnik.
Az épületet a város egyik legforgalmasabb útja, a 26-os főút miskolci szakasza (Szentpéteri kapu) mentén épült lakótelepen helyezték el, az út egyik kanyarulatának külső ívén, úgy, hogy a Szentpéteri kapun Sajószentpéter (avagy észak) felől a városközpont felé haladva nagyjából a városhatártól kezdve végig szinte „toronyiránt” tart a közlekedés. Más magasház, vagy egyéb zavaró elem híján az épületből minden irányba páratlan kilátás nyílik a városra, illetve a környékre.
A 117 lakásos toronyházban elkészülte után a Kádár-korszakra jellemző módon a „kiváltságosok”, azaz tanárok, rendőrök, tanácstagok számára utaltak ki otthonokat. A magyarországi rendszerváltás után a lakók egy része megvásárolta a lakását az önkormányzattól, azonban sok önkormányzati bérlakás lett. Ennek nyomán a lakóközösség összetétele radikálisan megváltozott, az egykor az „elit” számára fenntartott lakásokba kevésbé tehetősek, idővel pedig a társadalom perifériáján tengődők költöztek. Az épület lezüllött, állapota jelentősen leromlott, rosszhírűvé vált. A 2010-es évek végén az önkormányzat elkezdte felvásárolni a még magántulajdonban lévő ingatlanokat, a bérleti szerződéssel rendelkezőknek pedig vagy cserelakást, vagy a bérleti jog megváltását ajánlották. A folyamat 2020-ra zárult le. A teljesen kiürített, statikailag teljesen ép, de erősen felújítandó épület karbantartását és őriztetését azóta a Miskolc Holding Zrt. látja el. Ugyan volt egy koncepció, ami dolgozói apartmanházzá alakította volna át a városban működő nagyvállalatok középvezetői számára, de ezt a tervet nem sikerült megvalósítani. Helyette még ugyanabban az évben, 2020-ban, 633 millió forintért kínálta megvételre a mellette található 513 négyzetméteres telekkel együtt. Ezt az árat 2021-ben 560 millió forintra mérsékelték. Habár több befektető is érdeklődött, ám olyan, aki az önkormányzat által támasztott feltételrendszerek elfogadásával is hajlandó lett volna megvenni, 2024-ig nem érkezett.
2024. február 29-én az önkormányzat ismét felbecsültette az épület árát, amit végül 505 millió forintban határoztak meg. Hónapokkal később, 2024 májusában kiderült, hogy ezen az áron már többen is licitáltak az épületre. Az Avalon Center Kft. is szerette volna magának az épületet megvásárolni, de lecsúsztak róla. Végül egy ismeretlen budapesti vállalkozó tulajdonába került. Az értékesítési eljárás az adásvételi szerződés megkötésével folytatódik. Pontos információk még nincsenek afelől, hogy milyen fejlesztésekre kerül majd sor, vélhetően az önkormányzat feltételei szerint modern apartmanházat fognak belőle kialakítani.